# Pietro Valeriano Duraguerra
Pietro Valeriano Duraguerra (ur. (?), zm. 17 grudnia 1302) – włoski duchowny, kardynał.

## Życiorys
Wicekanclerz Kościoła Rzymskiego (1295–1296 i ponownie 1300–1301). 17 grudnia 1295 został kardynałem diakonem S. Maria Nuova. W latach 1296–1297 był legatem papieskim w północnej Italii. Pełniąc tę funkcję odważnie bronił praw Kościoła, a także mediował w lokalnych konfliktach. Archiprezbiter bazyliki św. Jana na Lateranie po 1 marca 1302. Zmarł w Rzymie.